# Neoscaptia bimaculata
Neoscaptia bimaculata är en fjärilsart som beskrevs av Rothschild 1912. Neoscaptia bimaculata ingår i släktet Neoscaptia och familjen björnspinnare. Inga underarter finns listade i Catalogue of Life.